# نوئل نروژی
نوئل نروژی نوعی کاج بلند همیشه‌سبز است که تا ارتفاع ۳۵-۵۵ متر رشد میکند و قطر ساقه آن به یک تا یک‌ونیم متر می‌رسد.
نوئل نروژی از شاخه مخروطیان (Pinophyta)، رده ناژویان (Pinopsida)، راسته کاجیان (Pinales)، تیره کاج (Pinaceae)، سرده کاج های نوئل (Spruce یا Picea) است.

## نگارخانه

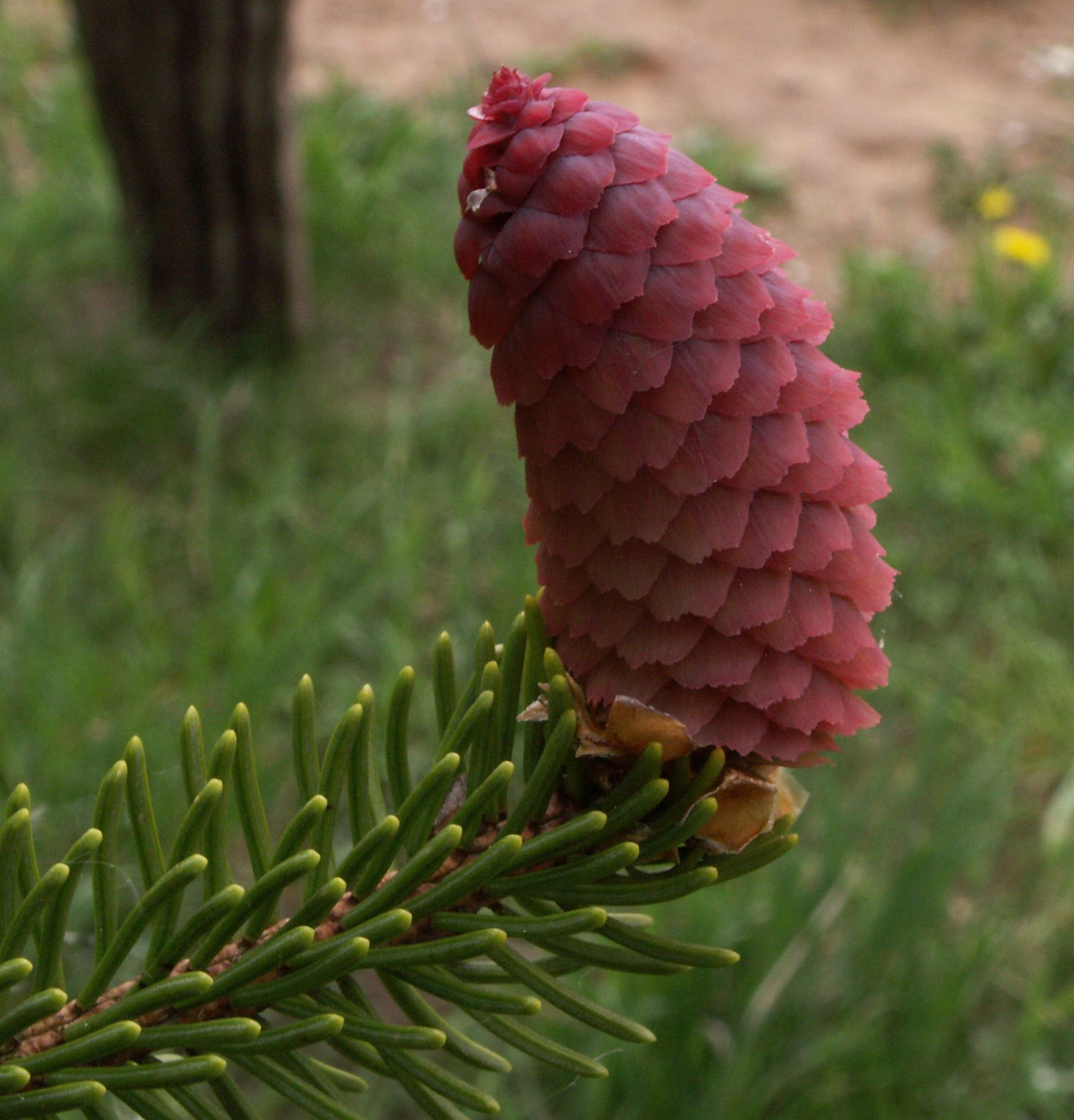
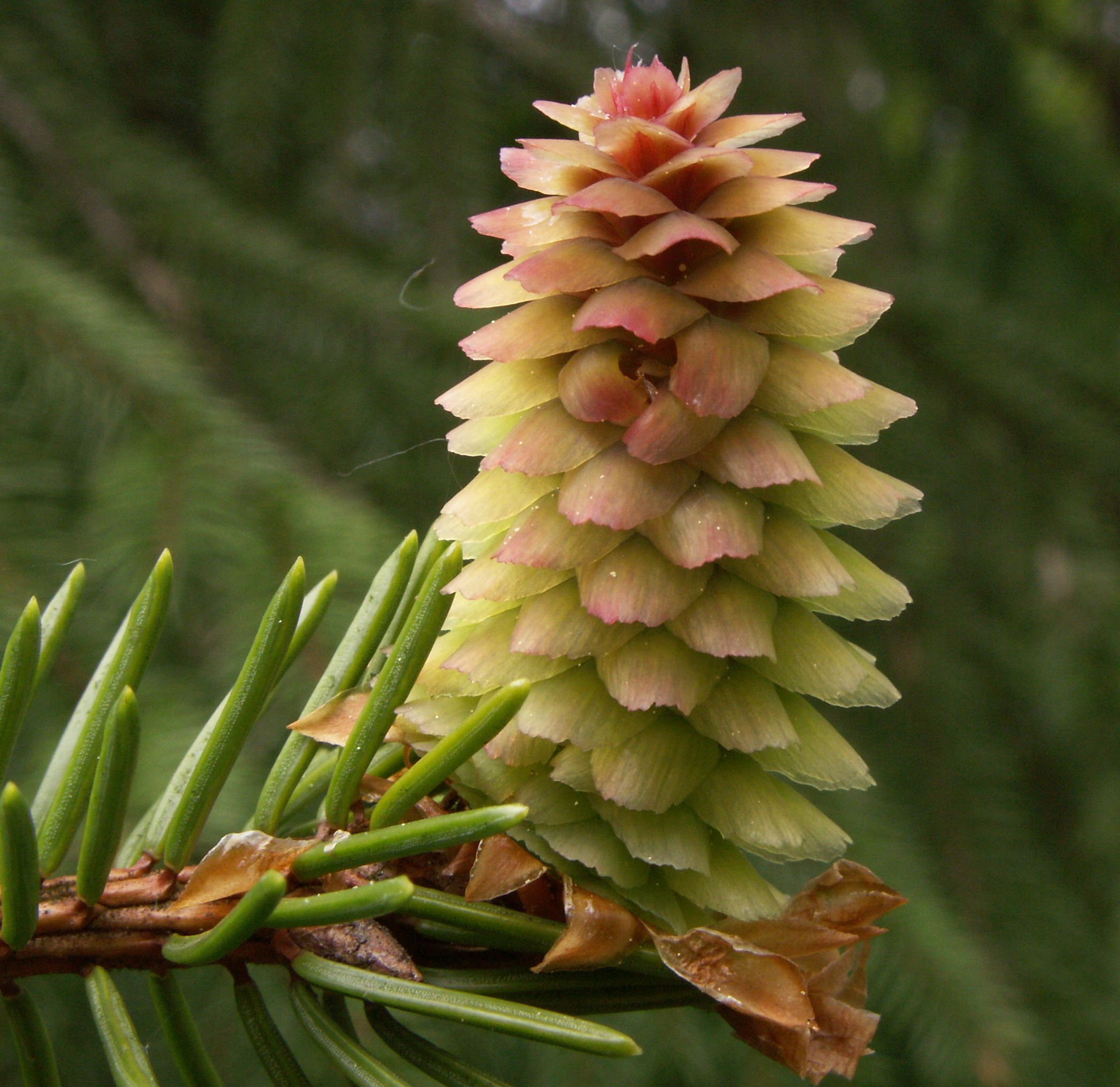
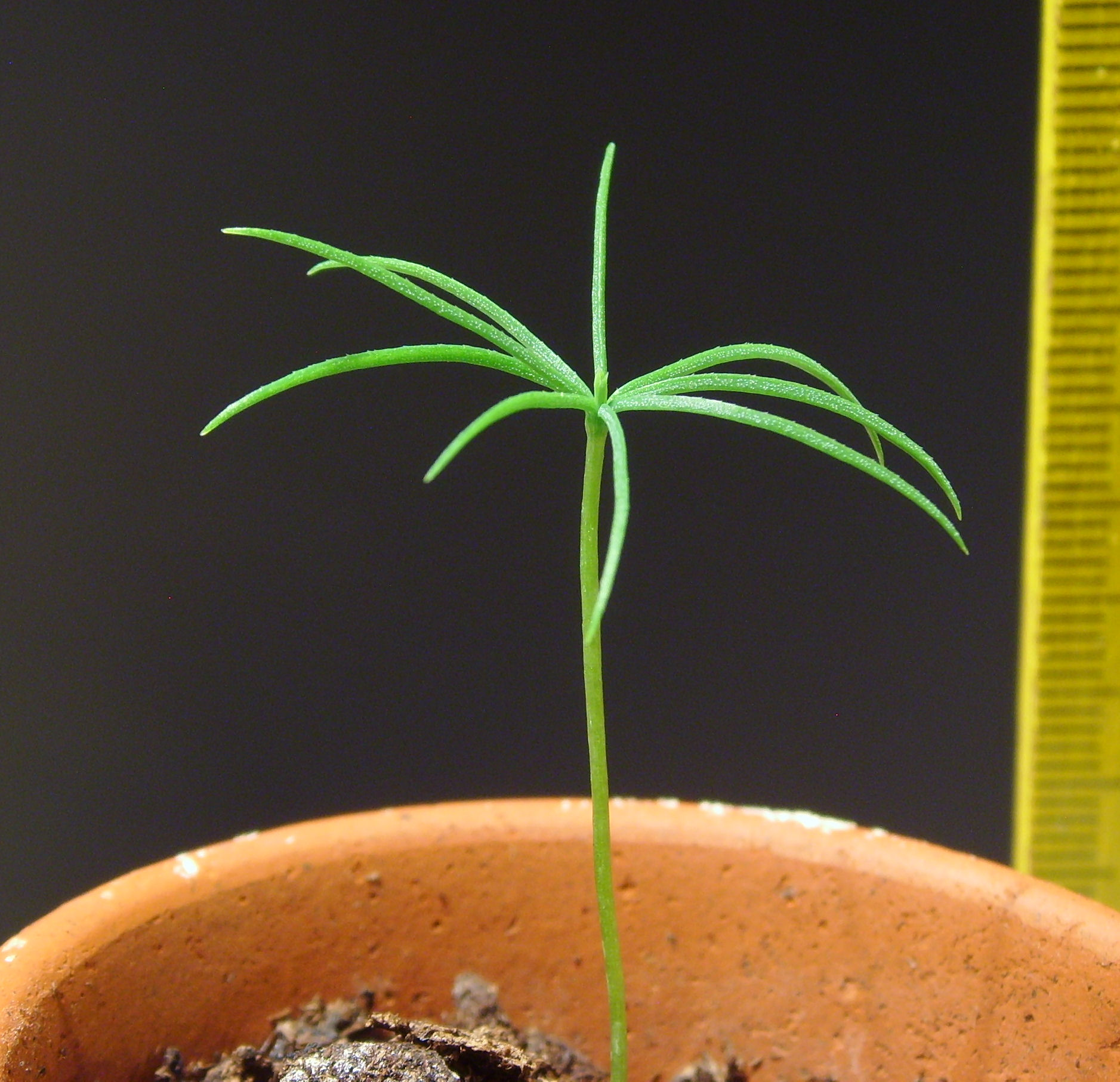
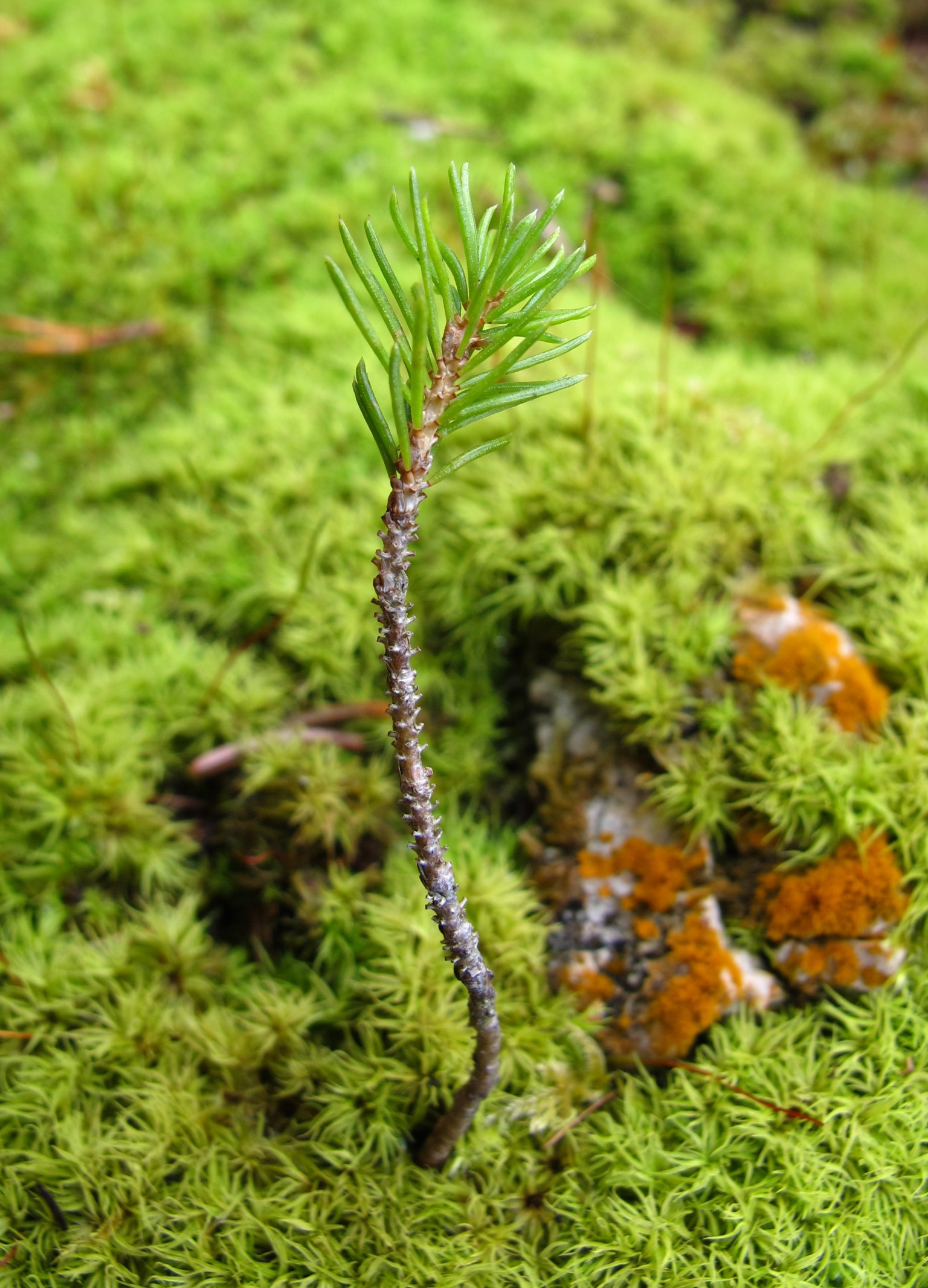
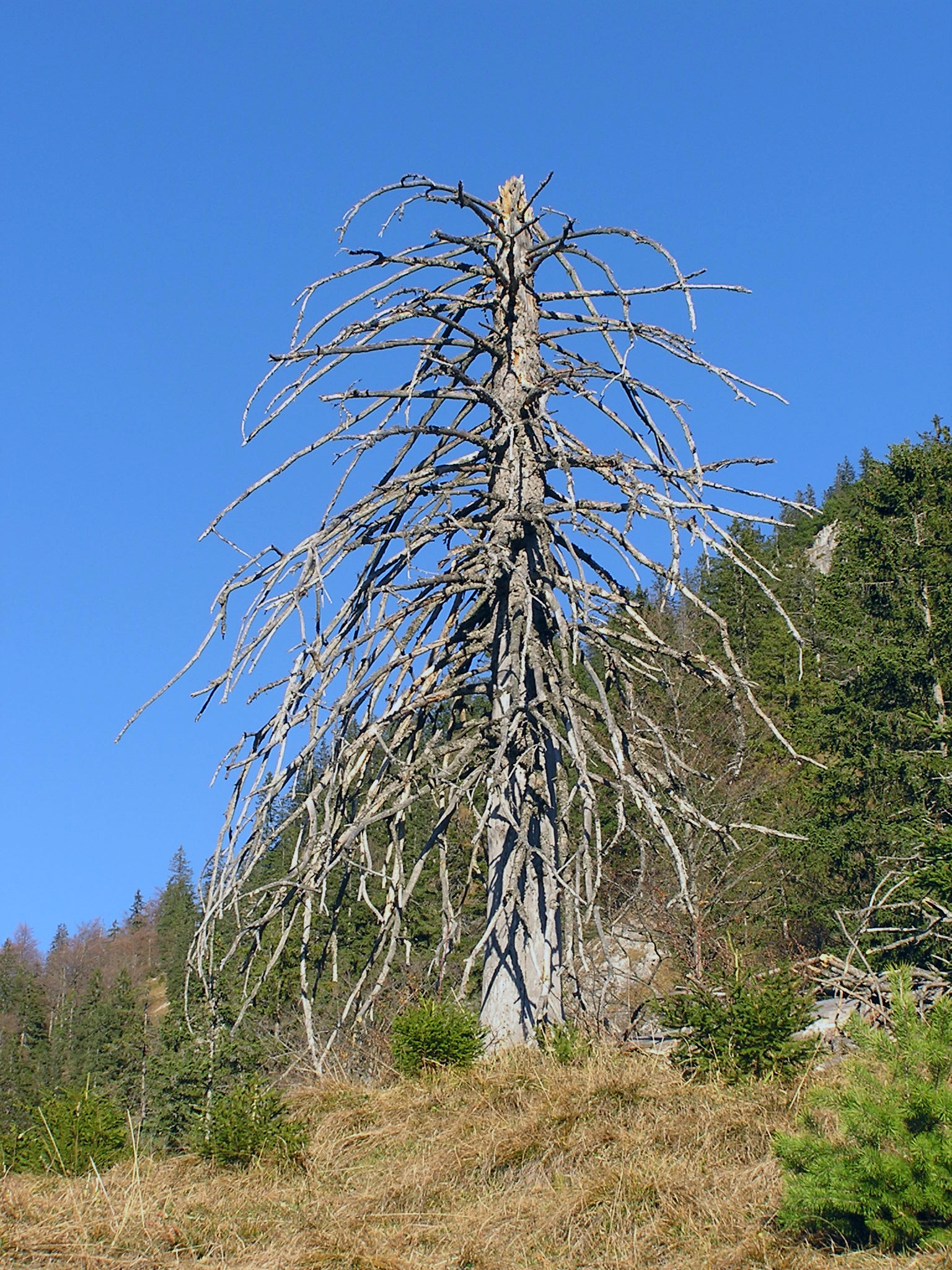
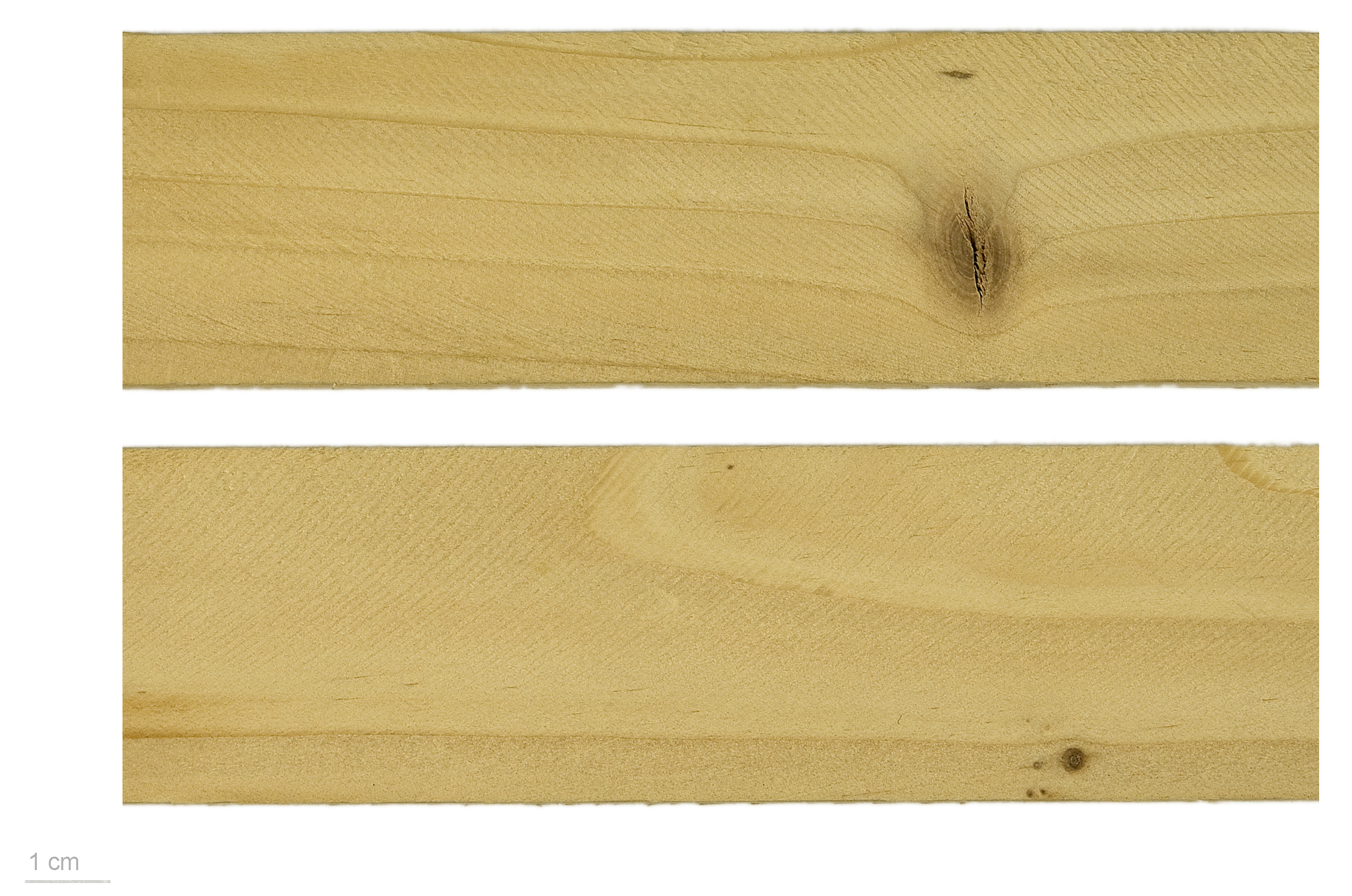
Picea abies - Museum specimen